# Jaan Leetsaar
Jaan Leetsaar (* 3. April 1946 in Põltsamaa) ist ein estnischer Wirtschaftswissenschaftler und Politiker. Vom 21. Oktober 1992 bis zum 8. November 1994 war Leetsaar Landwirtschaftsminister der Republik Estland in der ersten Koalitionsregierung von Ministerpräsidentin Mart Laar.

## Leben
Jaan Leetsaar schloss 1964 das Technikum für landwirtschaftliche Mechanisierung (Põllumajanduse Mehhaniseerimise Tehnikum) im westestnischen Tihemetsa ab. 1971 beendete er sein Studium im Fach Melioration an der Estnischen Landwirtschaftsakademie (heute Estnische Universität der Umweltwissenschaften) in Tartu. 1986 verteidigte er seine Arbeit als Kandidat der Wissenschaften an der Lettischen Landwirtschaftsakademie (heute Lettische Universität für Biowissenschaften und Technologie) in Jelgava. Dort promovierte er 1997 zum Doktor der Ökonomie.
Von 1971 bis 1978 war Leetsaar als Chefingenieur beim Staatlichen Ausschuss für Landverbesserung und Wasserwirtschaft der Estnischen SSR beschäftigt. Von 1978 bis 1991 leitete er zahlreiche Projekte zur Landverbesserung beim Staatlichen Institut für Planung und Forschung.
Von 1990 bis 1992 war Leetsaar Generaldirektor des Zentralverbands der Landwirte Estlands (Eestimaa Talupidajate Keskliit). In der Koalitionsregierung von Ministerpräsident Mart Laar war Leetsaar von Oktober 1992 bis November 1994 Landwirtschaftsminister der Republik Estland. Seine Hauptaufgabe lag in der Privatisierung der Kolchosen und Sowchosen nach der Loslösung Estlands von der Sowjetunion und der Wiedererlangung der estnischen Unabhängigkeit. Nach seinem Ausscheiden aus dem Kabinett war Leetsaar von November 1994 bis März 1995 kurzzeitig Abgeordneter im estnischen Parlament (Riigikogu).
Seine späteren Lebensjahre verbrachte Leetsaar als Professor an der heutigen Estnischen Universität der Umweltwissenschaften in Tartu.